# Conobathra
Genre
Conobathra est un genre de lépidoptères (papillons) de la famille des Pyralidae.
Synonyme actuel
- Acrobasis Zeller, 1839

## Liste des espèces rencontrées en Europe
- Conobathra repandana (Fabricius 1798)
- Conobathra tumidana (Denis & Schiffermüller 1775)
- Conobathra xanthogramma (Staudinger 1870)